# Jan Sol
Jan Sol (Zaandam, 22 april 1872 - Amsterdam, 14 april 1940) was een Nederlands apotheker maar ook enige tijd violist en bariton/bas.
Hij was zoon van metselaar Gerrit Sol en Sijtje van Zaane. Hijzelf was getrouwd met Alida Barbera Ellerman. Hij werd begraven op De Nieuwe Ooster.
Sol liet op jeugdige leeftijd muzikaal talent zien. Op tienjarige leeftijd kreeg hij les op de viool. Al vroeg kon hij gaan optreden. Zijn ouders echter zagen een loopbaan in de muziek niet zitten en stuurden hem naar de HBS en naar de universiteit om medicijnen te gaan studeren. Hij kon muziek maken niet loslaten en startte in 1898 zanglessen bij Anton Averkamp en het jaar daarop bij Richard Hol. Dat leverde een dermate boeiende stem op dat hij in Nederland, België, Duitsland en Frankrijk kon optreden. Daarbij viel op dat zijn stem zich uitermate goed leende voor werken van Georg Friedrich Händel en Johann Sebastian Bach. Hij heeft minstens drie Nederlandse premières verzorgd:
- Dream of Gerontius van Edward Elgar
- Canticum canticorum van Bossi en
- Notturno van Richard Strauss.

In 1899 behoorde hij tot het kleine zanggezelschap rondom Johannes Messchaert. Onze Musici uit 1911 meldde al dat vanwege drukke werkzaamheden het zingen verder naar het tweede plan verschoof; in de editie van 1923 kwam hij niet meer voor. Ook in Muzikaal Nederland 1850-1910 (versie 1913) werd hij niet (meer) vermeld.
Jan Sol trad in de periode 1903 tot en met 1925 twaalf keer op met het Concertgebouworkest, waarvan in 1917 drie maal onder Willem Kes in uitvoeringen van de Symfonie nr. 9 van Ludwig van Beethoven.
Daarna was Jan Sol voornamelijk bekend als apotheker, Jan Sol’s Verenigde Apotheken aan de Rozengracht 29 (Volksapotheek) en Roelof Hartstraat. De zanger Jan Sol is vastgelegd door Jan van Oort en Simon Maris.